# Арака (Империја)
Арака је насеље у Италији у округу Империја, региону Лигурија.
Према процени из 2011. у насељу је живело 13 становника. Насеље се налази на надморској висини од 365 м.